# Олімпійська збірна Франції з футболу
Олімпійська збірна Франції з футболу (фр. Équipe de France olympique de football) — футбольна збірна, яка представляє Францію на Олімпійських іграх. Відбір гравців враховує те, що всі футболісти мають бути у віці до 23 років, окрім трьох футболістів. Команда контролюється Французькою футбольною асоціацію.

## Історія

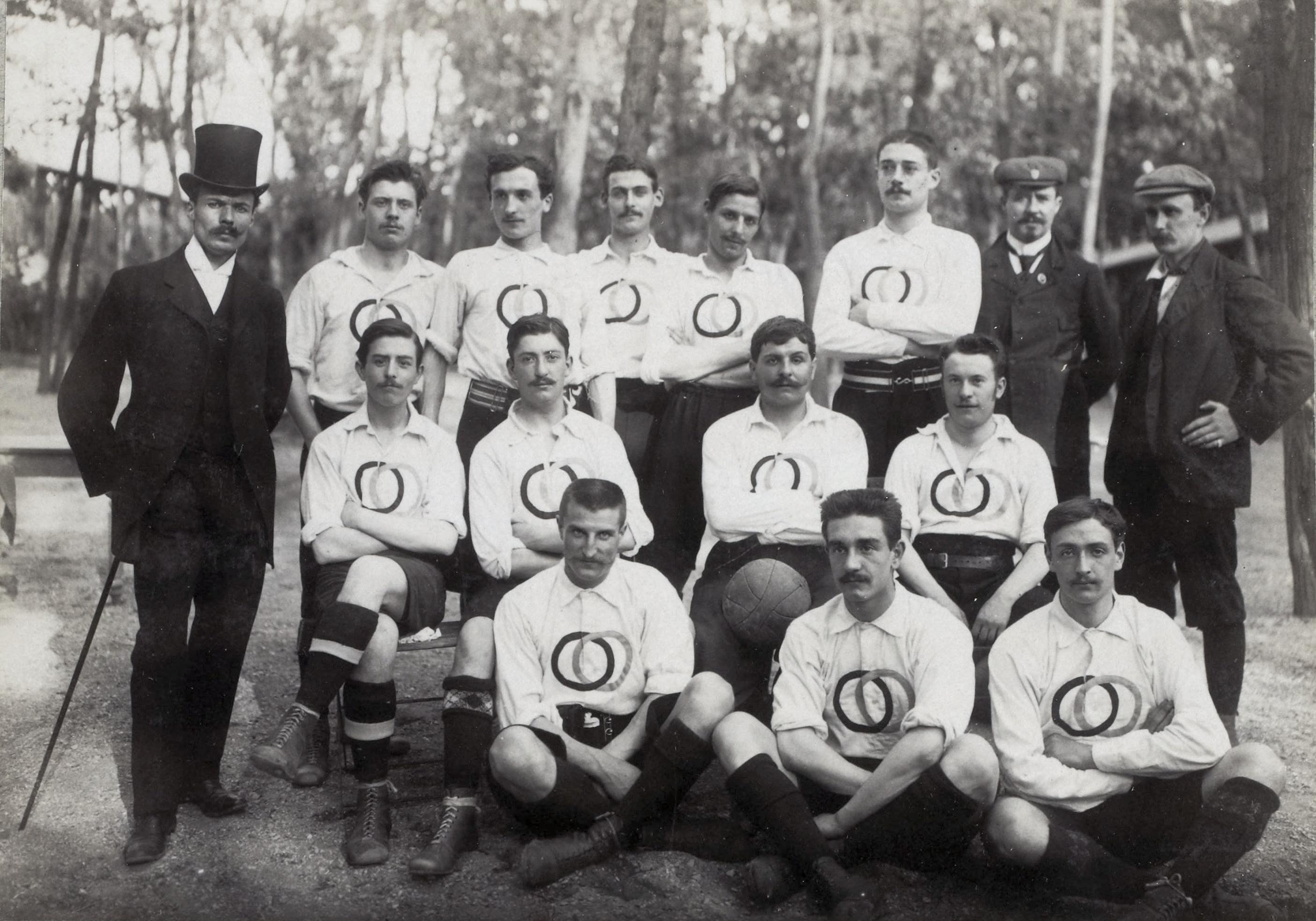
Французькі футболісти на літніх Олімпійських іграх 1900 року

Команда існує з 1900 року, коли вперше взяла участь в домашніх Олімпійських іграх 1900 року, де здобула срібні медалі. Представником Франції на турнірі за задумом Союзу французьких спортивних товариств мав стати «Гавр», найсильніший на той час клуб країни. Однак у його складі було декілька англійців, що на думку французьких чиновників було неприпустимо для участі у міжнародних змаганнях. Зрештою, вибір пав на команду «Клуб Франсе», за яку грали самі лише французи. Цю команду, підсилену трьома гравцями з іншого паризького клубу, було вдягнено не у клубні кольори, а в білі майки з Олімпійськими кільцями.
Олімпійський футбол спочатку був аматорським видом спорту, і оскільки до Другої світової війни збірна Франції також була аматорською, вона могла відправити на ігри національну команду. Після війни на Олімпіадах брали участь аматорські футболісти.
У 1980-х роках правила аматорства були послаблені, що дозволило Франції досягти певних успіхів, зокрема здобути золоту медаль на Олімпіаді в 1984 році. З 1992 року на турнірі стали брати участь команди до 23 років.

## Статистика виступів

### Олімпійські ігри
| Фінальний етап | Фінальний етап         | Фінальний етап         | Фінальний етап         | Фінальний етап         | Фінальний етап         | Фінальний етап         | Фінальний етап         | Фінальний етап         | Фінальний етап         |                                                    | Кваліфікаційний раунд                              | Кваліфікаційний раунд                              | Кваліфікаційний раунд                              | Кваліфікаційний раунд                              | Кваліфікаційний раунд                              | Кваліфікаційний раунд      | Кваліфікаційний раунд |
| Рік            | Раунд                  | Позиція                | І                      | В                      | Н                      | П                      | ГЗ                     | ГП                     | Склади                 | І                                                  | В                                                  | Н                                                  | П                                                  | ГЗ                                                 | ГП                                                 | Турнір                     |                       |
| -------------- | ---------------------- | ---------------------- | ---------------------- | ---------------------- | ---------------------- | ---------------------- | ---------------------- | ---------------------- | ---------------------- | -------------------------------------------------- | -------------------------------------------------- | -------------------------------------------------- | -------------------------------------------------- | -------------------------------------------------- | -------------------------------------------------- | -------------------------- | --------------------- |
| 1900           | Срібна медаль          | 2                      | 2                      | 1                      | 0                      | 1                      | 6                      | 6                      | Склад                  |                                                    | Кваліфіковані як господарі                         | Кваліфіковані як господарі                         | Кваліфіковані як господарі                         | Кваліфіковані як господарі                         | Кваліфіковані як господарі                         | Кваліфіковані як господарі | –                     |
| 1904           | Не кваліфікувались     | Не кваліфікувались     | Не кваліфікувались     | Не кваліфікувались     | Не кваліфікувались     | Не кваліфікувались     | Не кваліфікувались     | Не кваліфікувались     | Не кваліфікувались     | Не кваліфікувались                                 | Не кваліфікувались                                 | Не кваліфікувались                                 | Не кваліфікувались                                 | Не кваліфікувались                                 | Не кваліфікувались                                 | –                          |                       |
| 1908           | Півфінал               | 5                      | 2                      | 0                      | 0                      | 2                      | 1                      | 26                     | Склад                  | Запрошені                                          | Запрошені                                          | Запрошені                                          | Запрошені                                          | Запрошені                                          | Запрошені                                          | –                          |                       |
| 1912           | Не кваліфікувались     | Не кваліфікувались     | Не кваліфікувались     | Не кваліфікувались     | Не кваліфікувались     | Не кваліфікувались     | Не кваліфікувались     | Не кваліфікувались     | Не кваліфікувались     | Не кваліфікувались                                 | Не кваліфікувались                                 | Не кваліфікувались                                 | Не кваліфікувались                                 | Не кваліфікувались                                 | Не кваліфікувались                                 | –                          |                       |
| 1920           | Півфінал               | 4                      | 2                      | 1                      | 0                      | 1                      | 4                      | 5                      | Склад                  | Запрошені                                          | Запрошені                                          | Запрошені                                          | Запрошені                                          | Запрошені                                          | Запрошені                                          | –                          |                       |
| 1924           | Чвертьфінал            | 5                      | 2                      | 1                      | 0                      | 1                      | 8                      | 5                      | Склад                  | Кваліфіковані як господарі                         | Кваліфіковані як господарі                         | Кваліфіковані як господарі                         | Кваліфіковані як господарі                         | Кваліфіковані як господарі                         | Кваліфіковані як господарі                         | –                          |                       |
| 1928           | Перший раунд           | 9                      | 1                      | 0                      | 0                      | 1                      | 3                      | 4                      | Склад                  | Запрошені                                          | Запрошені                                          | Запрошені                                          | Запрошені                                          | Запрошені                                          | Запрошені                                          | –                          |                       |
| 1936           | Не кваліфікувались     | Не кваліфікувались     | Не кваліфікувались     | Не кваліфікувались     | Не кваліфікувались     | Не кваліфікувались     | Не кваліфікувались     | Не кваліфікувались     | Не кваліфікувались     | Не кваліфікувались                                 | Не кваліфікувались                                 | Не кваліфікувались                                 | Не кваліфікувались                                 | Не кваліфікувались                                 | Не кваліфікувались                                 | –                          |                       |
| 1948           | Чвертьфінал            | 5                      | 2                      | 1                      | 0                      | 1                      | 2                      | 2                      | Склад                  | Запрошені                                          | Запрошені                                          | Запрошені                                          | Запрошені                                          | Запрошені                                          | Запрошені                                          | –                          |                       |
| 1952           | Попередній раунд       | 17                     | 1                      | 0                      | 0                      | 1                      | 1                      | 2                      | Склад                  | Запрошені                                          | Запрошені                                          | Запрошені                                          | Запрошені                                          | Запрошені                                          | Запрошені                                          | –                          |                       |
| 1956           | Не кваліфікувались     | Не кваліфікувались     | Не кваліфікувались     | Не кваліфікувались     | Не кваліфікувались     | Не кваліфікувались     | Не кваліфікувались     | Не кваліфікувались     | Не кваліфікувались     | Не кваліфікувались                                 | Не кваліфікувались                                 | Не кваліфікувались                                 | Не кваліфікувались                                 | Не кваліфікувались                                 | Не кваліфікувались                                 | –                          |                       |
| 1960           | Перший раунд           | 5                      | 3                      | 1                      | 1                      | 1                      | 3                      | 9                      | Склад                  | 4                                                  | 3                                                  | 0                                                  | 1                                                  | 7                                                  | 6                                                  | 1960                       |                       |
| 1964           | Не кваліфікувались     | Не кваліфікувались     | Не кваліфікувались     | Не кваліфікувались     | Не кваліфікувались     | Не кваліфікувались     | Не кваліфікувались     | Не кваліфікувались     | Не кваліфікувались     | 2                                                  | 0                                                  | 0                                                  | 2                                                  | 2                                                  | 8                                                  | 1964                       |                       |
| 1968           | Чвертьфінал            | 5                      | 4                      | 2                      | 0                      | 2                      | 9                      | 7                      | Склад                  | 4                                                  | 2                                                  | 2                                                  | 0                                                  | 8                                                  | 2                                                  | 1968                       |                       |
| 1972           | Не кваліфікувались     | Не кваліфікувались     | Не кваліфікувались     | Не кваліфікувались     | Не кваліфікувались     | Не кваліфікувались     | Не кваліфікувались     | Не кваліфікувались     | Не кваліфікувались     | 6                                                  | 3                                                  | 1                                                  | 2                                                  | 11                                                 | 9                                                  | 1972                       |                       |
| 1976           | Чвертьфінал            | 5                      | 4                      | 2                      | 1                      | 1                      | 9                      | 7                      | Склад                  | 4                                                  | 3                                                  | 0                                                  | 1                                                  | 11                                                 | 5                                                  | 1976                       |                       |
| 1980           | Не кваліфікувались     | Не кваліфікувались     | Не кваліфікувались     | Не кваліфікувались     | Не кваліфікувались     | Не кваліфікувались     | Не кваліфікувались     | Не кваліфікувались     | Не кваліфікувались     | Не кваліфікувались                                 | Не кваліфікувались                                 | Не кваліфікувались                                 | Не кваліфікувались                                 | Не кваліфікувались                                 | Не кваліфікувались                                 | 1980                       |                       |
| 1984           | Золота медаль          | 1                      | 6                      | 4                      | 2                      | 0                      | 13                     | 6                      | Склад                  | 6                                                  | 4                                                  | 2                                                  | 0                                                  | 9                                                  | 3                                                  | 1984                       |                       |
| 1988           | Не кваліфікувались     | Не кваліфікувались     | Не кваліфікувались     | Не кваліфікувались     | Не кваліфікувались     | Не кваліфікувались     | Не кваліфікувались     | Не кваліфікувались     | Не кваліфікувались     | 8                                                  | 1                                                  | 3                                                  | 4                                                  | 9                                                  | 16                                                 | 1988                       |                       |
| 1992           | Не кваліфікувались     | Не кваліфікувались     | Не кваліфікувались     | Не кваліфікувались     | Не кваліфікувались     | Не кваліфікувались     | Не кваліфікувались     | Не кваліфікувались     | Не кваліфікувались     | Чемпіонат Європи з футболу серед молодіжних команд | Чемпіонат Європи з футболу серед молодіжних команд | Чемпіонат Європи з футболу серед молодіжних команд | Чемпіонат Європи з футболу серед молодіжних команд | Чемпіонат Європи з футболу серед молодіжних команд | Чемпіонат Європи з футболу серед молодіжних команд | 1992                       |                       |
| 1996           | Чвертьфінал            | 5                      | 4                      | 2                      | 1                      | 1                      | 6                      | 4                      | Склад                  | Чемпіонат Європи з футболу серед молодіжних команд | Чемпіонат Європи з футболу серед молодіжних команд | Чемпіонат Європи з футболу серед молодіжних команд | Чемпіонат Європи з футболу серед молодіжних команд | Чемпіонат Європи з футболу серед молодіжних команд | Чемпіонат Європи з футболу серед молодіжних команд | 1996                       |                       |
| 2000           | Не кваліфікувались     | Не кваліфікувались     | Не кваліфікувались     | Не кваліфікувались     | Не кваліфікувались     | Не кваліфікувались     | Не кваліфікувались     | Не кваліфікувались     | Не кваліфікувались     | Чемпіонат Європи з футболу серед молодіжних команд | Чемпіонат Європи з футболу серед молодіжних команд | Чемпіонат Європи з футболу серед молодіжних команд | Чемпіонат Європи з футболу серед молодіжних команд | Чемпіонат Європи з футболу серед молодіжних команд | Чемпіонат Європи з футболу серед молодіжних команд | 2000                       |                       |
| 2004           | Не кваліфікувались     | Не кваліфікувались     | Не кваліфікувались     | Не кваліфікувались     | Не кваліфікувались     | Не кваліфікувались     | Не кваліфікувались     | Не кваліфікувались     | Не кваліфікувались     | Чемпіонат Європи з футболу серед молодіжних команд | Чемпіонат Європи з футболу серед молодіжних команд | Чемпіонат Європи з футболу серед молодіжних команд | Чемпіонат Європи з футболу серед молодіжних команд | Чемпіонат Європи з футболу серед молодіжних команд | Чемпіонат Європи з футболу серед молодіжних команд | 2004                       |                       |
| 2008           | Не кваліфікувались     | Не кваліфікувались     | Не кваліфікувались     | Не кваліфікувались     | Не кваліфікувались     | Не кваліфікувались     | Не кваліфікувались     | Не кваліфікувались     | Не кваліфікувались     | Чемпіонат Європи з футболу серед молодіжних команд | Чемпіонат Європи з футболу серед молодіжних команд | Чемпіонат Європи з футболу серед молодіжних команд | Чемпіонат Європи з футболу серед молодіжних команд | Чемпіонат Європи з футболу серед молодіжних команд | Чемпіонат Європи з футболу серед молодіжних команд | 2008                       |                       |
| 2012           | Не кваліфікувались     | Не кваліфікувались     | Не кваліфікувались     | Не кваліфікувались     | Не кваліфікувались     | Не кваліфікувались     | Не кваліфікувались     | Не кваліфікувались     | Не кваліфікувались     | Чемпіонат Європи з футболу серед молодіжних команд | Чемпіонат Європи з футболу серед молодіжних команд | Чемпіонат Європи з футболу серед молодіжних команд | Чемпіонат Європи з футболу серед молодіжних команд | Чемпіонат Європи з футболу серед молодіжних команд | Чемпіонат Європи з футболу серед молодіжних команд | 2012                       |                       |
| 2016           | Не кваліфікувались     | Не кваліфікувались     | Не кваліфікувались     | Не кваліфікувались     | Не кваліфікувались     | Не кваліфікувались     | Не кваліфікувались     | Не кваліфікувались     | Не кваліфікувались     | Чемпіонат Європи з футболу серед молодіжних команд | Чемпіонат Європи з футболу серед молодіжних команд | Чемпіонат Європи з футболу серед молодіжних команд | Чемпіонат Європи з футболу серед молодіжних команд | Чемпіонат Європи з футболу серед молодіжних команд | Чемпіонат Європи з футболу серед молодіжних команд | 2016                       |                       |
| 2020           | Груповий етап          | 13                     | 3                      | 1                      | 0                      | 2                      | 5                      | 11                     | Склад                  | Чемпіонат Європи з футболу серед молодіжних команд | Чемпіонат Європи з футболу серед молодіжних команд | Чемпіонат Європи з футболу серед молодіжних команд | Чемпіонат Європи з футболу серед молодіжних команд | Чемпіонат Європи з футболу серед молодіжних команд | Чемпіонат Європи з футболу серед молодіжних команд | 2020                       |                       |
| 2024           | Срібна медаль          | 2                      | 6                      | 5                      | 0                      | 1                      | 14                     | 6                      | Склад                  | Кваліфіковані як господарі                         | Кваліфіковані як господарі                         | Кваліфіковані як господарі                         | Кваліфіковані як господарі                         | Кваліфіковані як господарі                         | Кваліфіковані як господарі                         | 2024                       |                       |
| 2028           | Буде визначено пізніше | Буде визначено пізніше | Буде визначено пізніше | Буде визначено пізніше | Буде визначено пізніше | Буде визначено пізніше | Буде визначено пізніше | Буде визначено пізніше | Буде визначено пізніше | Буде визначено пізніше                             | Буде визначено пізніше                             | Буде визначено пізніше                             | Буде визначено пізніше                             | Буде визначено пізніше                             | Буде визначено пізніше                             |                            |                       |
| Разом          | 3 медалі               | 14/27                  | 42                     | 21                     | 5*                     | 16                     | 75                     | 100                    |                        |                                                    | 34                                                 | 16                                                 | 8                                                  | 10                                                 | 57                                                 | 49                         | Всього                |

*Червона рамка вказує на те, що турнір проводився у Франції

## Тренери
- Комітет ФФФ: 1900 — Париж і 1908 — Лондон
- Фредерік Пентланд: 1920 — Брюссель
- Чарльз Гріффітс: 1924 — Париж
- Пітер Фармер: 1928 — Амстердам
- Комітет ФФФ: 1948 — Лондон і 1952 — Гельсінкі
- Жан Рігаль: 1960 — Рим
- Андре Грільон: 1968 — Мехіко
- Габі Робер: 1976 — Монреаль
- Анрі Мішель: 1984 — Лос-Анджелес
- Раймон Доменек: 1996 — Атланта
- Сільвен Ріполь: 2020 — Токіо